# Xi'an, Mudanjiang
Xi'an är ett stadsdistrikt i Mudanjiangs stad på prefekturnivå i Heilongjiang-provinsen i nordöstra Kina. Det ligger omkring 270 kilometer sydost om provinshuvudstaden Harbin. 